# Édit de Joinville
L'Édit de Joinville est un édit royal qui réforme et simplifie l’organisation de la justice en Provence, faisant fi de l'ordonnance de 1487 sur l'acte d'Union qui promettait de maintenir et de respecter les institutions et privilèges de cette province.

## Genèse
En 1534, François Ier désigne une commission. Elle se compose d'abord de Denis Poillot, président du parlement de Paris, Jean Feu, président du parlement de Rouen, et Nicolas Dupré, seigneur de Passy et maître des comptes. Durand de Sarta, conseiller au parlement de Toulouse, leur est adjoint. Après la mort de Poillot, Guillaume Poyet, président du parlement de Paris et futur chancelier de France, le remplace.
L'enquête débute le 1er mai 1534. Les commissaires se rendent en Provence. Le 17 juillet, ils déposent leur rapport. Après instruction et jugement dans les formes judiciaires, la réforme est transmise au Conseil privé pour mise au point et décision. En septembre 1535, François Ier rend l'édit à Joinville. Le 13 janvier 1536, le parlement d'Aix l'enregistre.

## Principaux points
Cet édit conduit à  :
- réduire les attributions du grand sénéchal de Provence qui :
  - ne peut plus convoquer les états de Provence de sa seule autorité[3] ;
  - est exclu du parlement d'Aix[3] ;
  - perd le droit de grâce[3] ;
- écarter le gouverneur du fonctionnement normal de la justice,
- supprimer le Conseil éminent[3] ;
- supprimer deux juges d'appel d'origine comtale[3] dont le juge-mage ;
- confier les attributions judiciaires au Parlement qui devient le défenseur des privilèges du Pays et contrôle la haute justice dans la province,
- supprimer le juge des premières appellations et à le remplacer par cinq tribunaux de sénéchaussée.

L'édit de Joinville est complété en octobre 1535 par l'ordonnance d'Is-sur-Tille et en décembre 1535, le nouvel édit est publié et appliqué par le Parlement.

## Conséquences
Après l'édit de Joinville, la Provence rentre dans le moule administratif de la centralisation monarchique française qui verra jusqu’à la Révolution la multiplication des offices de justice pour remplir les coffres du fisc royal.